# Mitchell Freeway

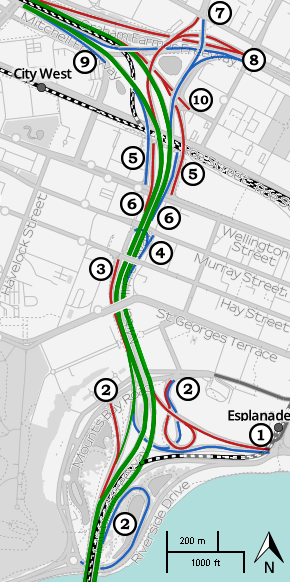
Anschlüsse des Mitchell Freeway im Zentrum von Perth
1. Riverside Drive
2. Mounts Bay Road
3. Hay Street
4. Elder Street (Einfahrt nur Richtung Süden)
5. Wellington Street
6. Market Street
7. Charles Street
8. Graham Farmer Freeway
9. Sutherland Street (Einfahrt nur Richtung Norden)
10. James Street
Legende:
- grün: Mitchell Freeway
- blau: Einfahrt
- rot: Ausfahrt

Der Mitchell Freeway ist eine Stadtautobahn in Perth, im Südwesten des australischen Bundesstaates Western Australia. Er verbindet den Kwinana Freeway und den Stirling Highway im Stadtzentrum von Perth mit dem nördlichen Vorort Joondalup. Er ist der nördliche Teil der Staatsstraße 2 (S2), die er zusammen mit dem Kwinana Freeway und dem Forrest Highway bildet.
Im Stadtzentrum von Perth beträgt die Geschwindigkeitsbegrenzung 80 km/h, ab der Einmündung des Graham Farmer Freeway und der Mounts Bay Road steigt sie auf 100 km/h. Auf dem Mittelstreifen der Stadtautobahn verläuft die Eisenbahnstrecke nach Joondalup. Alle bis auf zwei Bahnhöfe liegen ebenfalls auf dem Mittelstreifen. Entlang des größten Teiles der Strecke verläuft auch ein kombinierter Fuß-/Radweg.
Die Straße wurde nach James Mitchell, einem früheren Premierminister und Gouverneur von Western Australia, benannt.

## Geschichte
Die Geschichte des Mitchell Freeway begann mit dem Metropolitan Region Scheme Mitte der 1950er-Jahre. Ursprünglich sollte er Yanchep Highway (nach einem Vorort von Perth) heißen, da dort die Straße enden sollte. Die ursprüngliche Route, wie sie 1961 / 1962 in den Zeitungen angekündigt wurde, verlief von der heutigen Karrinyup Road landeinwärts zur Kreuzung der Wanneroo Road und der Balcatta Road. Der Abschnitt von der Narrows Bridge und der Sutherland Street wurde 1967 begonnen und 1973 fertiggestellt. Er wurde The Western Switch genannt und fungierte nur als Verteiler für den Verkehr von der Narrows Bridge in die Innenstadt und nördlich davon.
In den 1970er-, 1980er- und Anfang der 1990er-Jahre wurden verschiedene Bauabschnitte realisiert. In den 1970er-Jahren wurde der Freeway zunächst bis zur Vincent Steet verlängert, wobei das Stadtviertel Leederville durchschnitten wurde, und dann bis zur Hutton Street. 1983 / 1984 folgte die nächste Verlängerung zur Karrinyup Road und dann zur Erindale Road. 1986 wurde der Freeway bis zur Hepburn Avenue weitergebaut. Der erste Bauabschnitt des Reid Highway (S3) (damals noch North Perimeter Highway) wurde zur gleichen Zeit gebaut. 1988 wurde der Mitchell Freeway bis zur Ocean Reef Road verlängert.
1991 / 1992 wurde auf der gesamten Länge der Mittelstreifen wesentlich verbreitert, um Platz für die Eisenbahnstrecke nach Joondalup zu schaffen, die als Teil des Northern Suburbs Transit System gebaut wurde. Damals lagen die Richtungsfahrbahnen des Freeways zwischen Loftus Street und McDonald Street direkt nebeneinander. Platz für eine Verbreiterung stand nur auf der Ostseite der Straße zur Verfügung. Um dies zu ermöglichen, wurden drei neue Schienen-/Straßenbrücken in der Vincent Road, der Powis Road und der Scarborough Beach Road gebaut. Als die Straßenbrücken und die Straßenoberflächen fertig waren, wurden die Fahrspuren in Richtung Süden verlegt, um Platz für die Eisenbahnlinie zu schaffen. Die Brücken und einige zusätzliche Arbeiten wurden aus dem Projekt Northern Suburbs Transit System finanziert, während der Bau neuer Fahrspuren aus dem üblichen Straßenbautopf bezahlt wurde.
Nach 13 Jahren Pause wurde Mitte 2001 ein 3 km langes Teilstück zum Hodges Drive eröffnet.
Die bisher letzte Ausbaustufe, ein 4 km langes Teilstück bis zur Burns Beach Road mit Ausfahrten zur Shenton Avenue und einer Überführung über den Moore Drive wurde am 2. November 2008 eröffnet. Über diesen Abschnitt gab es einige Diskussionen, da ursprünglich geplant war, eine mehrere Meter hohe Schutzwand zu bauen. Gegner wandten ein, diese Schutzwand sei eine Beleidigung für die Augen und würde den Stadtteil in zwei Teile zersägen. Die Planung wurde geändert und der für Mai 2006 geplante Baubeginn verschob sich auf den 14. Dezember 2006. Im September 2008 wurde dieser Abschnitt dem Verkehr übergeben.
Die meiste Zeit seines Bestehens besaß der Freeway zwei Fahrspuren in jede Richtung, aber einige Bereiche wurden über die Jahre auf drei bis vier Fahrspuren pro Richtung erweitert, um dem wachsenden Verkehrsaufkommen Rechnung zu tragen. Der letzte Ausbau dieser Art auf je drei Fahrspuren fand 1999 zwischen der Karrinyup Road und der Hepburn Avenue statt. Weitere Verbreiterungen werden wegen der rapiden Zunahme des Verkehrs von der Innenstadt in die nördlichen Vororte unausweichlich sein.

## Verlauf
Der Mitchell Freeway beginnt am Nordende der Narrows Bridge in Perth als Fortsetzung des Kwinana Freeway und endet direkt nördlich des Vorortes Joondalup an der Burns Beach Road in Currambine.

## Ausfahrten und Kreuzungen
Alle Anschlüsse und Kreuzungen am Freeway sind höhenfrei ausgebaut. In der Innenstadt von Perth und in ‚’West Perth’’ ist der einzige komplette Anschluss in alle Richtungen der an den Graham Farmer Freeway (S8).
- (in Perth, km 0,0)  Kwinana Freeway nach South Yanderup.
- (in Perth, km 0,4–0,9)  Mounts Bay Road nach Nedlands, Fremantle, Stadtzentrum von Perth
- (in Perth, km 1,4)  Riverside Drive zum Stadtzentrum von Perth
- (in West Perth, km 1,5) Hay Street nach West Perth
- (in West Perth, km 1,7) Murray Street / Elder Street (keine Ausfahrt)
- (in West Perth, km 1,9) Market Street nach West Perth
- (in West Perth, km 2,0) James Street nach Northbridge
- (in West Perth, km 2,0)  Charles Street nach North Perth und Yokine
- (in West Perth, km 2,0–2,6)  Graham Farmer Freeway nach East Perth, Birthwood und zum Flughafen Perth
- (in West Perth, km 2,3) Sutherland Street (keine Ausfahrt)
- (in Leederville, km 3,9)  Vincent Street / Lake Monger Drive nach Leederville und Wembley
- (in Glendalough, Wembley, km 5,7) Powis Street nach Glendalough und Mount Hawthorn
- (in Osborne Park, Stirling, km 8,2) Hutton Street nach Osborne Park
- (in Innaloo, Stirling, km 10,2)  Cedric Street nach Innaloo und Stirling
- (in Gwelup, Innaloo, Stirling, km 12,7)  Erindale Road nach Balcatta und Gwelup
- (in Carine, Hamerley, Balcatta, km 14,3)  Reid Highway nach North Beach, Midland und zum Flughafen Perth
- (in Duncraig, Greenwood, Warwick, km 16,4)  Warwick Road nach Duncraig und Warwick
- (in Duncraig, Greenwood, Kingsley, Padbury, km 18,9)  Hepburn Avenue nach Sorrento, Ballajura, Hillarys Boat Harbour und Whitman Park
- (in Craigie, Kingsley, Padbury, Woodvale, km 21,0)  Whitfords Avenue nach Hillarys und Wangara
- (in Craigie, Edgewater, Heathridge, Woodvale, km 23,7)  Ocean Reef Road nach Edgewater, Ellenbrook und Ocean Reef
- (in Conolly, Heathridge, Joondalup, km 26,4) Hodges Drive nach Joondalup und Ocean Reef
- (in Conolly, Coorambine, Joondalup, km 28,3) Shenton Avenue nach Coorambine, Joondalup und zum Joondalup Health Campus
- (in Coorambine, Joondalup, Kinross, Neerabup, km 30,2)  Bums Beach Road nach Mindarie und Yanchep über die Marmion Avenue; Lancelin und Cervantes über die Wanneroo Road

## Arbeiten im Bau bzw. in Planung

### Ausbau
Die Staatsregierung hat 30 Mio. AU-$ für die Verbreiterung des Mitchell Freeway Richtung Norden von zwei auf drei Fahrstreifen pro Fahrbahn auf dem Abschnitt von der Hepburn Avenue bis zum Hodges Drive in ihr Budget 2011/2012 eingestellt. Die Verkehrsstärke hat sich in den letzten Jahren immer weiter erhöht, sodass sogar die für 2016 prognostizierte Verkehrsstärke von 40.000 Fahrzeugen pro Tag erreicht wurde. Die daraus resultierenden Staus in den Hauptverkehrszeiten am Nachmittag erhöhen das Risiko von Auffahrunfällen. Die Ausbauarbeiten begannen im Februar 2013 und sollen nach aktuellen Planungen bis zum Ende 2013[veraltet] beendet werden. Im Rahmen des Projekts werden die vorhandenen Fahrstreifen danach in den Sommermonaten von 2014 auch erneuert.[veraltet] Während der Bauarbeiten sind Brückenbauarbeiten auf Überführungen und Unterbrechungen von Bahnverbindungen nicht erforderlich.
Die Autobahn werden auch mit einem zusätzlichen Fahrstreifen in Richtung Norden zwischen Perth und Hutton Street erweitert. Dazu wird die Kapazität des Graham-Farmer-Freeway-Tunnels erhöht. Das Projekt begann im Februar 2013. Die Fertigstellung erfolgt voraussichtlich im Dezember 2013[veraltet].

### Verlängerungen
Es existieren Planungen, den Freeway weiter nach Norden bis Yanchep und Two Rocks zu verlängern. Für die Verlängerung nach Norden wurde freies Land reserviert. Die Staatsregierung hat im März 2012 die Gründung einer öffentlichen Arbeitsgruppe zur Verlängerung des Freeways bekanntgegeben. Die Gruppe arbeitete mit der Behörde Main Roads Western Australia bei der Untersuchung von Maßnahmen zur Verkürzung von Staus zusammen, wobei der Schwerpunkt auf der nächsten Erweiterung der Autobahn lag. Mehrere Optionen wurden geprüft, ehe die Gruppe einen strategischen Geschäftsmodell im November 2012 veröffentlichte. Der Bericht empfiehlt ein stufenweises Vorgehen, beginnend mit Verbesserungen auf einigen Abschnitten zwischen 2013 und 2015. Dieser Maßnahme würde eine Erweiterung der Autobahn bis zur Hester Avenue bis zum Jahr 2017[veraltet] folgen. Bis 2021 würde dann der Freeway autobahnähnlich bis Alkimos verlängert. Autobahnanschlussstellen zu den Straßen Neerabup Road und Hester Avenue wurden vorgeschlagen. Im Dezember 2012 gab die Staatsregierung bekannt, dass der Freeway bis Hester Avenue in den Jahren 2014[veraltet]–2015[veraltet] und 2016[veraltet]–2017[veraltet] auf einer Länge von sechs Kilometern erfolgen soll. Das Projekt schließt auch die Anschlussstellen zu den Straßen Burns Beach Road und Neerabup Road ein.

### Ausbau von Autobahnkreuzen
Im Oktober 2012 hat die Staatsregierung den Um- und Ausbau des Autobahnkreuzes des Mitchell Freeway mit dem Reid Highway bekanntgegeben. Es sollen zusätzliche Abbiegespuren und Ampeln installiert werden. Das Projekt ist eine Übergangslösung, um Staus zu senken und um das Verkehrsaufkommen, das auf den lokalen Straßen auftritt, auf diese Straßen zu begrenzen. Der längerfristige Plan ist, den Reid Highway in der Nähe des Autobahnkreuzes autobahnähnlich auszubauen, einschließlich einer zweiten Überführungsbrücke. Der autobahnähnliche Ausbau ist in den Jahren 2014–2015[veraltet] geplant.